# Buzoești
Buzoești è un comune della Romania di 6 130 abitanti, ubicato nel distretto di Argeș, nella regione storica della Muntenia.
Il comune è nato nel 1968 dall'unione di tre comuni preesistenti: Buzoești, Vulpești e Ionești, per un totale di 11 villaggi: Bujoreni, Buzoești, Cornatel, Curteanca, Ionești, Podeni, Redea, Serboieni, Tomsanca, Vladuta, Vulpești.